# Armando Matías Guiu
Armando Matías Guiu (Barcelona, 27 de noviembre de 1925-12 de octubre de 2004) fue un periodista, comediógrafo y guionista de cine y de cómic español.

## Biografía
A finales de los años 40, comenzó a trabajar en la radio, en especial en Radio Barcelona, por cuya labor obtuvo en 1953 el primer premio Ondas. Para entonces, trabajaba también en la editorial Bruguera realizando textos humorísticos, como sus celebérrimos Diálogos para besugos. Con el tiempo, haría de guionista en una gran cantidad de series de historietas de la casa.

## Obra
Literaria
| Años | Título                | Tipo              |
| ---- | --------------------- | ----------------- |
| 1951 | Diálogos para besugos | Texto humorístico |
| 1959 | Cançó de rabadà       | Comedia           |
| 1976 | Un país raro          | Novela            |

Historietística
| Años | Título                                               | Dibujante          | Publicación                    |
| ---- | ---------------------------------------------------- | ------------------ | ------------------------------ |
| 1958 | Martita y su papuchi                                 | Carrillo           | Selecciones de Humor de El DDT |
| 1959 | Les Presentamos a Berta, que siempre sueña despierta | Gosset             | Selecciones de Humor de El DDT |
| 1971 | Don Percebe y Basilio, cobradores a domicilio        | Rojas de la Cámara | El DDT                         |
| 1978 | Constancio Plurilópez                                | Tran               | Mortadelo                      |
| 1981 | Neronius                                             | Esegé              | Mortadelo                      |
| 1981 | Trotamundo                                           | Iñigo              | Zipi y Zape                    |
| 1981 | Pepe Trola                                           | Serna Ramos        | Zipi y Zape                    |
| 1986 | Marga                                                | Edmond             | Chicas                         |